# Boss Chorus Ensemble
De Boss Chorus Ensemble is een lijn choruspedalen van de Japanse effectenfabrikant Boss, een submerk van Roland. Er zijn zes uitvoeringen van dit effectpedaal op de markt geweest. Vanaf 1988 verhuisde de productielijn van Boss naar Taiwan. Met de verhuizing naar Taiwan veranderde ook de inkoop van componenten waardoor van veel Boss effecten de klank veranderde.
De CE-1 en CE-2 behoren samen met de Boss Dimension-C en de Electro-Harmonix Small Clone en Clone Theory tot de invloedrijkste en tevens meest gezochte vintage choruspedalen.

## CE-1

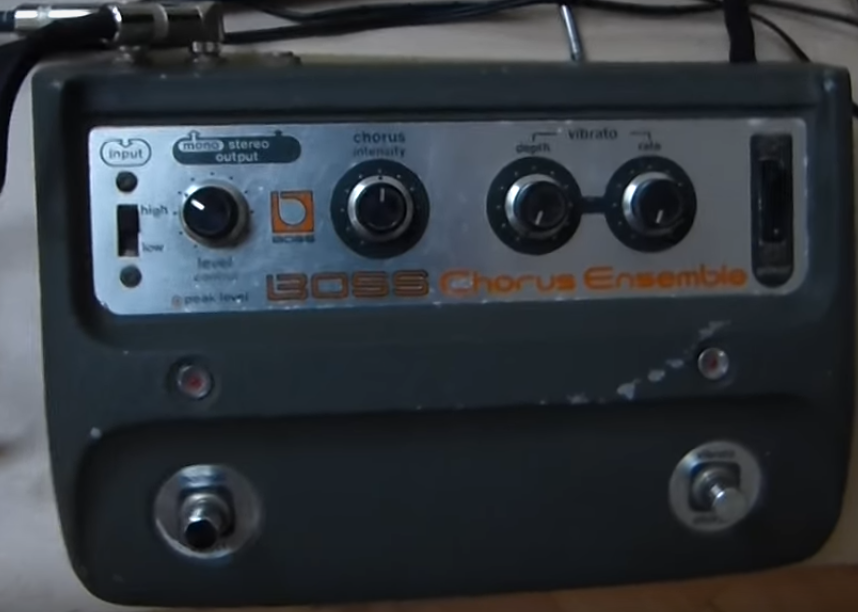
Boss CE-1

De Boss CE-1 Chorus Ensemble was het eerste choruspedaal van Boss. Het kwam in 1976 op de markt en werd in 1984 uit productie genomen. Het effectpedaal wordt door velen het beste choruspedaal ooit genoemd.
Het chorus-effect van de CE-1 is terug te horen op menig opname van The Police waarop het gitaargeluid van Andy Summers ermee gekleurd werd. Summers gebruikte later overigens ook de CE-2, CE-3 en de Dimension-D (studio-rackunit voorloper van de Dimension-C).
Doordat het pedaal vrij zeldzaam is en niet meer in productie is zijn de prijzen van de vintage pedalen op de tweedehands markt flink omhoog gegaan.
Anders dan bij veel andere vintage pedalen het geval is zijn er maar weinig kopieën van dit pedaal op de markt. De Retro-Sonic Chorus is een van de weinigen. Wel komt het klankkarakter digitaal gesimuleerd in de meeste moderne multi-effecten voor.

### Ontwerp
De CE-1 was nog in de grote pedaalbehuizingen van de eerste Boss producten geplaatst. Het circuit was identiek aan het chorus-circuit dat in de gitaarversterker JC-120 Jazz Chorus van moederbedrijf Roland zit. De CE-1 heeft twee voetschakelaars: een aan/uitschakelaar, en een schakelaar om te wisselen tussen het chorus-effect en het vibrato-effect. Bij het chorus-effect wordt een vibrato-effect (sinusoide toonhoogte modulatie) aan het originele (droge) signaal toegevoegd. Door het droge signaal uit te schakelen blijft een vibrato-effect over. Het chorus-effect werd bereikt met de Matsushita BBD MN3002-analoge geheugenchip (emmertjesgeheugen). De CE-1 is semi-stereo; indien dit effect stereo wordt aangesloten voert een van de kanalen het droge signaal en geeft het andere kanaal het gemoduleerde signaal weer. Met een keuzeschakelaar kan het pedaal voor een hoog of laag ingangssignaal worden aangepast. Verder kent het regelaars voor level control (hoeveelheid chorussignaal), rate (modulatiesnelheid) en depth (amplitude van modulatie), en een aan/uit wipschakelaar. Het pedaal werd gevoed met een vast netspanningssnoer. Dat kwam in die tijd vaker voor. De voedingsspanning bij effectpedalen was nog niet gestandaardiseerd.

## CE-2

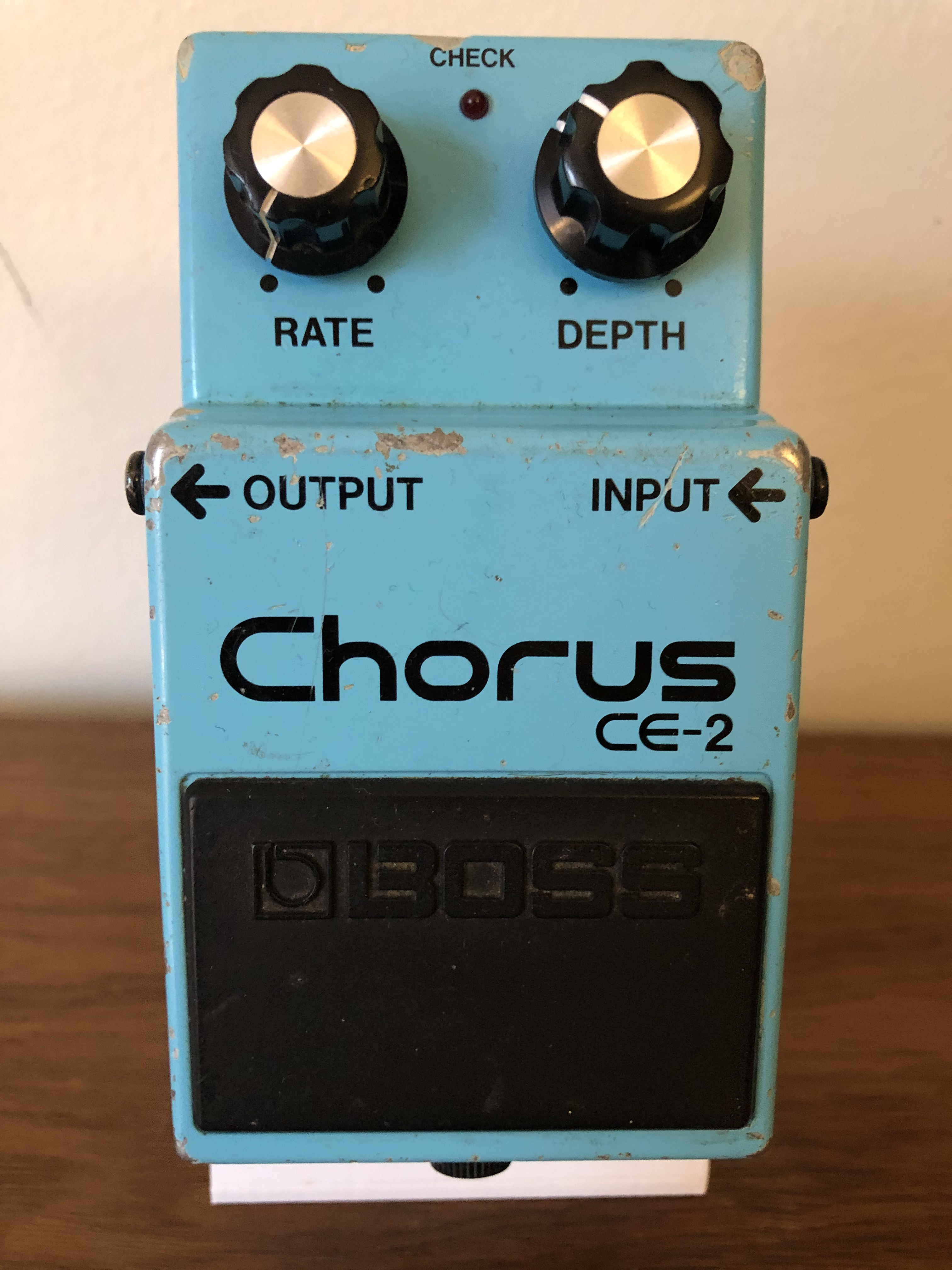
Boss CE-2

De naam chorus ensemble werd vervolgens ook gebruikt voor de CE-2 die in de in 1977 ingevoerde standaard Boss-pedaal behuizingen zit. De CE-2 kwam in 1979 op de markt en werd tot 1982 gepromoot. De productie ging echter nog door tot 1990. Het circuit van dit pedaal is gebaseerd op de CE-1, maar wijkt op een aantal punten af. Zo is het een mono pedaal, zit er geen vibrato-mode op en zijn ontbreekt de regelaar voor level control. De klank is beduidend anders dan de CE-1. Dit komt doordat dit pedaal een hogere inputimpedantie heeft dan de CE-1 waardoor de middentonen steviger klinken. Daarbij kan de CE-2 subtieler worden ingesteld. Ook de CE-2 werd een geliefd chorus pedaal dat als een klassieker wordt gezien.
Het circuit van de CE-2 wordt tegenwoordig ook in veel choruspedalen van andere merken gebruikt. De kwaliteit van die kopieën loopt uiteen van matige Chinese OEM-producten tot hi-end handgebouwde boetiek-pedalen.

## CE-3

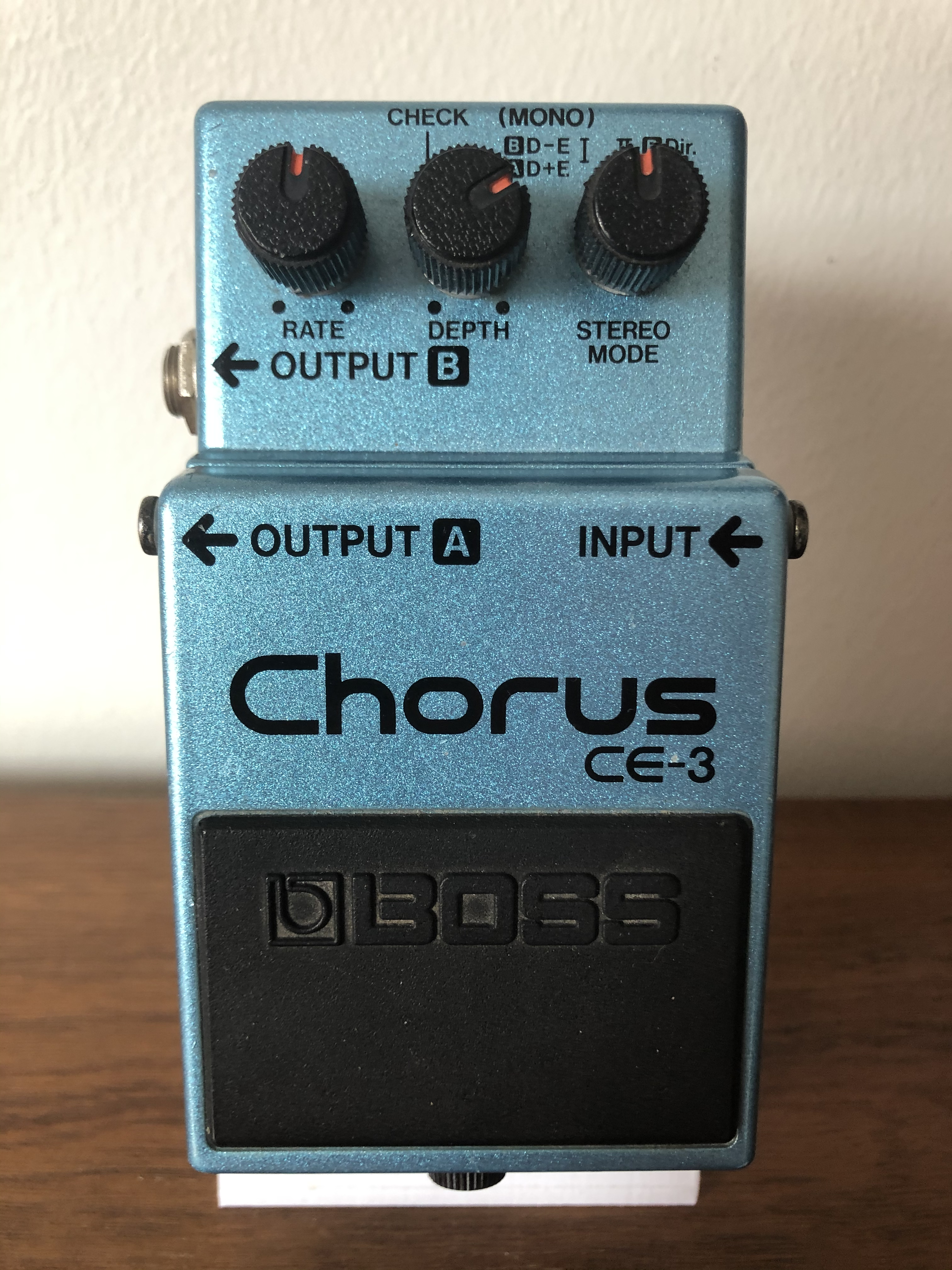
Boss CE-3

De Boss CE-3 is het derde chorus ensemble-pedaal. Deze was op de markt van 1982 tot 1992. Boss adverteerde de CE-3 als een stereoversie van de Boss CE-2, maar er zijn hoorbare verschillen in het geluidseffect tussen de CE-2 en CE-3. De CE-3 heeft over het algemeen een scherper geluid. De CE-3 heeft net als de CE-1 een mono input en een stereo output.
Het chorus-effect werd opgewekt door een MN3207 Bucket Brigade Device (BBD) chip. Hierdoor wordt het chorus-effect volledig analoog opgewekt.

## CE-5

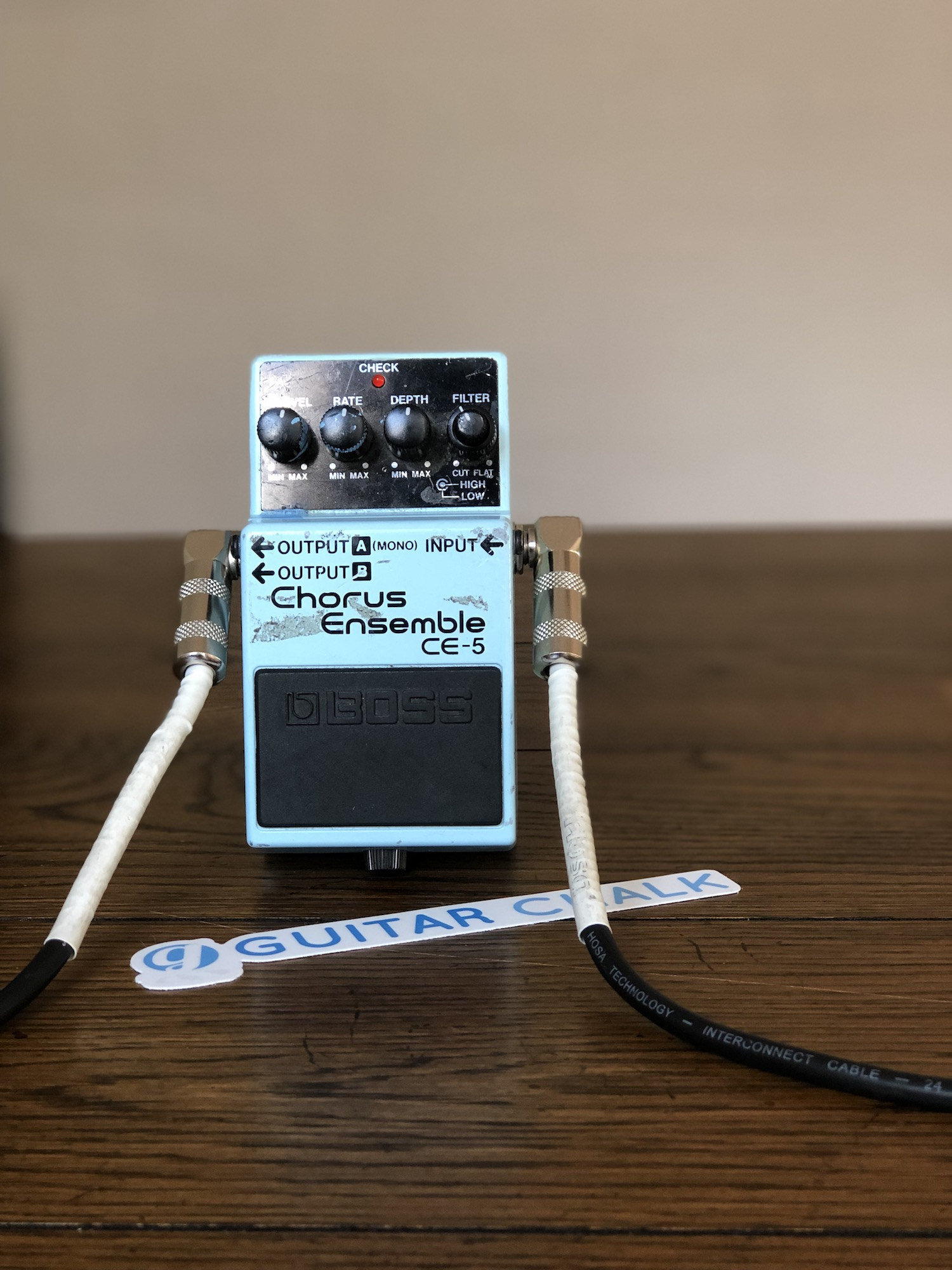
Boss CE-5

De CE-3 werd opgevolgd door de in 1991 geïntroduceerde CE-5 die meer instelmogelijkheden had maar in eerste instantie nog veel op de CE-3 leek. BOSS slaat het getal vier vrijwel altijd over omdat het in Japan als het getal van de dood geldt (de PQ-4 parametrische equalizer is daarop de enige uitzondering). Het belangrijkste verschil is een tweebands-equalizer waarmee de helderheid van het geluid kan worden aangepast. In 2001 werd de analoge geheugenchip in de CE-5 vervangen door een digitale waardoor de huidige CE-5 nauwelijks meer als een CE-3 klinkt. De CE-5 is nog altijd in productie.

## CE-20
De Boss CE-20 die in 2005 op de markt kwam is feitelijk een digitaal multi-effect met zes verschillende chorus-simulaties, geheugenplaatsen om instellingen op te slaan en twee voetschakelaars om daartussen te schakelen. Het pedaal is opgebouwd rond Rolands COSM-technologie (een vorm van digitale modelling-technologie) die in verschillende multi-effecten van Boss is terug te vinden. De CE-20 behoort tot de zogenaamde Boss twin-20-pedalen die allen in hetzelfde type behuizing zitten en het getal 20 in hun typenummer hebben.
De CE-20 bevat simulaties van de Boss CE-1 de Boss SDD-320 dimension-D, een chorus voor basgitaar, een chorus voor akoestische gitaar, een chorus genaamd Rich, en een chorus genaamd Standard.

## CE-2W
In 2016 werd de Boss CE-2W Waza Craft op de markt gebracht. Boss Waza Craft pedalen zijn in Japan geproduceerde uitvoeringen van bekende Boss-pedalen van zeer hoge kwaliteit waarbij eventuele tekortkomingen in de circuits van de originelen zijn opgelost en er een of meer extra klankmodi zijn toegevoegd. De CE-2W is volledig analoog en stereo, en kan behalve de klassieke CE-2 chorus ook de chorus en vibrato sounds van de CE-1 voortbrengen hoewel de levelknop van de CE-1 ontbreekt.

## CE-300 Super Chorus
In de jaren 1980 had Boss ook een rack versie genaamd CE-300 op de markt. Deze is bedoeld om vrijwel ieder audiosignaal op line-niveau te kunnen verwerken en is daadwerkelijk stereo. De modulatie van het linker en rechter kanaal gebeurt in tegenfase. Opvallend is dat de CE-300 niet de naam Chorus Ensemble draagt, maar Super Chorus. Boss zou de naam Super Chorus later ook gebruiken voor de Boss CH-1; een digitaal choruspedaal.

## Trivia
- Op de CE-1 na zijn alle CE-pedalen lichtblauw uitgevoerd.
- In oktober 2023 bracht Boss de BP-1w Preamp / Booster uit in hun Waza Craft-lijn. Deze bevat drie voorversterkercircuits; De voorversterker uit de CE-1,  de voorversterker uit de Roland RE-201 Space Echo en een circuit dat Natural Clean Boost is genoemd.